# Latma
Latma (hebräisch לאטמה; von arabisch لطمة, DMG laṭma ‚Schlag, Ohrfeige‘) ist eine politische Gruppe von Kabarettisten aus Israel.

## Überblick
Latma produziert Satire zum Alltagsgeschehen in Israel und der Welt in hebräischer Sprache und hat einen eigenen YouTube-Channel, auf dem auch Versionen mit englischen Untertiteln laufen. Latma wurde als Gegenposition zu „linken“ Strömungen und Gruppierungen in Israel gegründet. Caroline Glick, eine der Hauptfiguren und Trägerin der Initiative, sagte in einer Stellungnahme gegenüber der Jerusalem Post, dass die Gruppe gegründet wurde, um gegen die „deutlich zu linkslastige Berichterstattung in Israel vorzugehen“. Laut der New York Times ist Latma „eine Initiative des Center for Security Policy eines Washingtoner think tanks“.

## Zusammensetzung
Latma besteht (Stand 2011) aus Tal Gil'ad (Drehbuch), Avishay Ivri, Redakteur, den Regisseuren Aviv and Yoni Karsutzki, Webhosting Chef Shlomo Blass, den Gagschreibern Noam Jacobson and Yehuda Safra und den Schauspielern. Außerdem lieferten Shlomi Catz und Itay Elitzur ebenfalls Beiträge.

## Latma TV

### Das Tribal Update
Jede wöchentliche Episode beginnt mit dem Running-Gag „Willkommen beim Tribal-Update“ (der Name wurde gewählt, weil Israelkritiker oftmals vermerkten, Juden würden untereinander wie ein „Stamm“ (engl. tribe) agieren, und Außenstehende hätten keinen Zugang zu internen Informationen.) Die Nachrichtensprecher Ronit Shapira sowie Elchanan Even-Chen bilden das Grundgerüst jeder Sendung und operieren vom Studio aus. Meist melden sich dann später im Studio diverse Nebencharaktere (imitiert von Noam Jacobson), wie linksgerichtete Journalisten, ein palästinensischer „Minister für unkontrollierbare Wut Tawil Fadiha“ oder ein iranischer „Minister für Zerstörung Rashid Hamumani“.

### Johann Phlegmat und die schwedische Regenbogenpresse
Nach dem Skandal 2009 um die skandinavische Zeitschrift „Aftonbladet“, in der ein schwedischer Autor behauptete, Israel würde Organe von erschossenen Palästinensern ernten, produzierte LATMA eine Parodie zum Abba song „Gimme Gimme Gimme a man after midnight“ und sangen stattdessen „Primi Primi Primitiv und phlegmatisch..“ In der LATMA Version singt der (fiktive) schwedische Außenminister über seine Inkompetenz und seinen Phlegmatismus. Schwedische Blogger reagierten prompt auf die Episode, sowohl mit Humor als auch teilweise mit antisemitischen Äußerungen. Latma website director Shlomo Blass erklärte „Wir sind erstaunt wie schnell der Clip Bekanntheit erlangte, scheinbar haben wir einen empfindlichen Nerv getroffen..“.

### We Con the World
Im Jahr 2010 produzierte Latma ein Video namens We Con the World, in dem sie die sogenannte „Friedensflotilla von Gaza“ aufs Korn nahmen. Das Video ist ein Spoof des bekannten Michael-Jackson-Songs von 1985 „We are the World“.
Im Juli 2010, als die nächste Flotilla bereits in Planung war, mit dem Ziel, die Seeblockade von Gaza-Stadt zu durchbrechen, veröffentlichte LATMA ein weiteres Video, in dem sie einen Beach Boys Oldie mit dem Titel „Fun Fun Fun“ parodierten und stattdessen „Guns Guns Guns“ (Knarren, Knarren, Knarren) sangen.

### The Three Terrors
The Three Terrors wurde ebenfalls im Sommer 2010 als Nachfolger des Flotilla-Spoofs produziert. Es geht um die „3 Terrors“, die an die weltbekannten 3 Tenöre (italienische Opernsänger) angelehnt sind. Mahmud Ahmadinedschad, Recep Tayyip Erdoğan and Baschar al-Assad singen hier Arien, begleitet von einem Dirigenten, und erläutern, wie sie die Welt beherrschen wollen unter Sharia-Gesetz „von Tennessee bis Teheran.“

### Weitere Videos
Im August 2010 veröffentlichte Latma eine Parodie des Tom-Jones-Schlagers „Sex Bomb“ namens The Iranian Bomb, in dem ein fiktiver iranischer Minister für Atomfragen über seine Pläne zur Anreicherung von Uran und der Produktion der Atombombe singt. Der Zweck dieses Videos war es, die Aufmerksamkeit der Öffentlichkeit auf sich zu ziehen und über die Gefahren des Irans als Nuklearmacht zu warnen.

## Preise und Auszeichnungen
- Latma hat bereits den 2010 „Israel Media Watch Preis“ erhalten, welcher nur an Initiativen verliehen wird, die „qualitativ hochwertige, tiefsinnige und mutige Kritik zur Medienlandschaft in Israel“ beitragen.[3] Abgestimmt wurde durch eine Onlineabstimmung, bei der mehr als 4000 Stimmen ausgezählt wurden. Laut „Israel Media Watch“ liefert Latma eine „gesunde Gegenposition zur oftmals linkslastigen Satire in den großen Fernsehsendern in Israel.“

## Ähnliche Sendungen
- Eretz Nehederet, eine bekannte israelische Satiresendung.